# 세상만사 뜻대로
"세상만사 뜻대로"는 1970년 공개된 대한민국의 영화이다.

## 배역
- 김희갑
- 김희준
- 황정순
- 신영균